# Bobonong (villaggio)
Bobonong è un villaggio del Botswana situato nel distretto Centrale, sottodistretto di Bobonong. Il villaggio, secondo il censimento del 2011, conta 19.389 abitanti.

## Località
Nel territorio del villaggio sono presenti le seguenti 82 località:
- BDF Camp di 36 abitanti,
- Bolopela di 32 abitanti,
- Bozolome di 73 abitanti,
- Dikanti di 3 abitanti,
- Dinde di 45 abitanti,
- Dipeane di 14 abitanti,
- Famo di 30 abitanti,
- Gaboutwelwe di 21 abitanti,
- Gobe di 11 abitanti,
- Godumapula di 30 abitanti,
- Keisane di 77 abitanti,
- Kgwatalala di 11 abitanti,
- Kolokome di 1 abitante,
- Kudumane di 16 abitanti,
- Kweneng di 33 abitanti,
- Lekomoto di 37 abitanti,
- Lenyetse di 24 abitanti,
- Lephokwe di 32 abitanti,
- Lephokwe Cattle Post di 7 abitanti,
- Leribe di 76 abitanti,
- Longaneng di 8 abitanti,
- Maboana di 28 abitanti,
- Mabote/Mmabothai di 5 abitanti,
- Maebele di 19 abitanti,
- Maeke di 44 abitanti,
- Maeko,
- Magotlhong di 34 abitanti,
- Maiphitlhwane di 12 abitanti,
- Maiswe di 101 abitanti,
- Majojo di 12 abitanti,
- Makala di 23 abitanti,
- Makubate di 29 abitanti,
- Mapanda di 13 abitanti,
- Maphashalala Cattle Post di 43 abitanti,
- Maphuthakgaba di 10 abitanti,
- Masalakwane di 60 abitanti,
- Mashambe di 30 abitanti,
- Masiadieme di 85 abitanti,
- Mathathane Cattle Post di 129 abitanti,
- Matsaganeng di 78 abitanti,
- Matsiane di 8 abitanti,
- Metsimaswaane di 61 abitanti,
- Mmabi,
- Mmadikgomo di 30 abitanti,
- Mmadikgopa di 16 abitanti,
- Mmadikolobe di 76 abitanti,
- Mmaditshwene di 93 abitanti,
- Mmamadibane,
- Mmamanaka di 67 abitanti,
- Mmamoeledi di 24 abitanti,
- Mmapoo di 27 abitanti,
- Mogogaphate di 41 abitanti,
- Mosalakwane di 161 abitanti,
- Moshashambe di 5 abitanti,
- Mothwane di 51 abitanti,
- Motlhabeng di 45 abitanti,
- Motloojane di 15 abitanti,
- Motloutse di 203 abitanti,
- Motloutse 2 di 13 abitanti,
- Motloutse Cattle Post di 53 abitanti,
- Motongolong di 55 abitanti,
- Motopane di 14 abitanti,
- Motsotswane di 2 abitanti,
- Musu di 53 abitanti,
- Njakateng di 5 abitanti,
- Nkulomolo di 20 abitanti,
- Pudipedi di 33 abitanti,
- Ranthasi di 20 abitanti,
- Romane di 25 abitanti,
- Segakwana/Legare di 8 abitanti,
- Sekgopswe di 70 abitanti,
- Sekoding di 24 abitanti,
- Sekwadela di 100 abitanti,
- Semabaje di 11 abitanti,
- Senkgamorudu di 5 abitanti,
- Thakadiawa di 14 abitanti,
- Thune 1 di 82 abitanti,
- Thune 2 di 110 abitanti,
- Tsebanana di 22 abitanti,
- Tshilong di 54 abitanti,
- Tsiteng di 6 abitanti,
- Vet Piget 2